# Robert Charles Wilson
Robert Charles Wilson (ur. 1953 w Whittier) – kanadyjski pisarz science fiction urodzony w Stanach Zjednoczonych.  Wielokrotny laureat najważniejszych nagród w dziedzinie fantastyki. Oprócz nagród za powieści otrzymał także Nagrodę im. Theodore’a Sturgeona za opowiadanie The Cartesian Theater (2007).
W wieku 9 lat wyemigrował z rodziną do Kanady. Debiutował w 1975 r. w magazynie Analog Science Fiction. Jest jednym z najczęściej nominowanych do nagród pisarzy s-f ostatnich lat.
Obecnie mieszka w Concord, Ontario, wraz z żoną, Sharry. Ma dwóch synów.

## Publikacje

### Powieści
- A Hidden Place 1986)
- Memory Wire(1987)
- Gypsies (1989)
- The Divide (1990)
- A Bridge of Years (1991)
- The Harvest (1992)
- Mysterium (1994, Nagroda im. Philipa K. Dicka)
- Darwinia (Darwinia 1998, Nagroda Aurory, wyd. pol. Rebis, 2000)
- Bios (1999)
- Chronolity (The Chronoliths 2001, Nagroda Campbella, wyd. pol. Rebis, 2002)
- Blind Lake (2003, Nagroda Aurory)
- Spin (2005, Hugo)
- Axis (2007)
- Julian Comstock: A Story of the 22nd Century America (2009)
- Vortex (2011)
- Burning Paradise (2013)
- The Affinities (2015)
- Last Year (2016)

### Zbiór opowiadań
- The Perseids and Other Stories (2000)